# Ija-stam
En ija‑stam är en ordstam i germanska språk, särskilt germanska fornspråk. Namnet kommer av de sista ljuden (‑ija‐) i den del av ordet som kallas ”stammen”. 
Ett modernt germanskt språk som svenska har ganska korta ord, och inte så många ändelser. Men svenska har stegvis utvecklats ur ett tidigare språk, som i sin tur utvecklats ur ännu äldre språkstadier. Gemensamt för dessa äldre språk är att de hade längre ord, som ofta bestod av tre komponenter:
rot–stamsuffix–ändelse
Roten och stamsuffixet utgör tillsammans stammen. Om stamsuffixet är ‑ija‑ är ordet en ija‑stam.
Svenska och alla med svenskan besläktade språk kallas den indoeuropeiska språkfamiljen. Den stora indoeuropeiska familjen indelas i  grupper av språk. Grupperna inom indoeuropeiska språk har var sitt moderspråk; dessa moderspråk är rekonstruerade förhistoriska språk. I svenskans fall är moderspråket urgermanskan. De keltiska språken har utvecklats ut urkeltiskan, och så vidare.
Dessa moderspråk har i sin tur utvecklats ur ett enda språk, urindoeuropeiskan. Orden i de äldre språken, som urgermanska och urindoeuropeiska, kan indelas i grupper efter stamsuffixen. Det fanns ett tjugotal stamsuffix i svenskans föregångsspråk; både urgermanskan och urindoeuropeiskan anses ha haft en tydlig uppdelning av ord enligt mönstret rot–stamsuffix–ändelse.
Ett av dessa stamsuffix var ‑ija‑. Detta gäller ett sent förhistoriskt stadium, inte de äldre rekonstruerade föregångsspråken. Ett exempel är det förhistoriska ordet *herðijaz, som utvecklats till det svenska ordet herde. 
Ordet ”stam” har en dubbel betydelse. *herðija‐ är stammen i ordet *herðijaz, men språkforskare säger också att hela ordet *herðijaz är en ija‑stam. Skriftligt belagda former av detta ord, som fornnordiska hirðir och svenska herde kan också kallas ija‑stammar. Men i fråga om moderna språk som svenska är det oftast inte relevant att ange ordens ursprungliga ordstamstyp, eftersom språken förändrats så mycket. På grund av språkutvecklingen kan man inte längre urskilja stamsuffixet ‑ija‑ i moderna ord som herde. Men orden som ursprungligen hade ett visst stamsuffix har ofta samma struktur i moderna språk. I modern svenska har substantiven bland ija‑stammarna utvecklats till att sluta på ‑e, och de uttalas med grav accent, alltså betoning som i ànden (spöket) till skillnad från ánden (fågeln).
Bland dessa ija‑stamsord med ordslut på ‑e finns egennamn (som Sverre), eller benämningar på personer med en viss verksamhet (som herde). Andra ija‑stammar är kollektivord som böke (flera bokar, bokskogslund). Dessa ord har samma struktur (två stavelser, slutar på ‑e), eftersom de är ija‑stammar.
I vetenskap och undervisning indelar man orden efter ordstam för att systematisera ordförrådet och rekonstruera språkutvecklingen från förhistorisk tid. Orden i en viss ordstamsgrupp böjs på samma sätt, så om man anger att ett substantiv till exempel är en ija‑stam av ett visst genus, behövs oftast inte ytterligare information om ordets böjning. Att ange ordstam är mest relevant när man beskriver fornspråk, ålderdomliga språk, och språkhistoria.
Denna artikel beskriver främst ija‑stammar i nordiska språk. I nordisk språkvetenskaplig litteratur betecknas denna ordgrupp ibland med den alternativa, synonyma benämningen ia‑stammar.
Många medeltida nordiska ija‑stammar har återupplivats i nysvenska efter att orden dog ut i svenskan. De återupplivade orden är ofta namn. Orden har givits en nysvensk form på skiftande sätt. Stundom har de fått former som strider mot den förmodade ljudlagsenliga formen på ‑e med grav accent; till exempel har Sleipner blivit vanligare än det förmodat ljudlagsenliga formen Slepne; den ena formen är en minimal anpassning av det fornnordiska Sleipner till nysvenska, den senare formen är ett försök att rekonstruera hur namnet skulle blivit om det inte dött ut i Sverige.

## Uppkomst avija‑stammar
Detta och alla följande avsnitt av denna artikel innehåller språkvetenskapliga termer. Inledningen ovan sammanfattar innehållet utan tekniska ord.

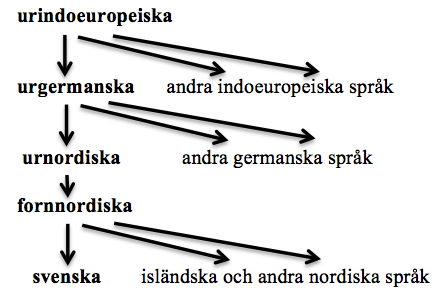
Förenklat träd för svenskans härstamning. Observera att urnordiska och fornnordiska är skilda språkstadier.

Svenska och andra nordiska språk är en gren av germanska språk, som är en gren av indoeuropeiska språk. De nordiska fornspråken från medeltiden, och deras äldsta form, den mer eller mindre samnordiska fornnordiskan, är ganska väl kända, medan urnordiska är sparsamt bevarad i runinskrifter och till större del rekonstruerad. Äldre stadier – urgermanska, urindoeuropeiska – är hypotetiska rekonstruktioner.

### ija‑stammar är en underavdelning ava‑stammar
Ord i historiskt belagda nordiska fornspråk delas in i grupper efter hur stammarna i orden slutade i dessa språks helt eller delvis rekonstruerade föregångare. I dessa föregångsspråk bestod ord vanligen av rot och stamsuffix (som tillsammans bildar ordstammen), och ofta en böjningsändelse. Denna ordstruktur var tydlig i de nordiska språkens moderspråk urnordiskan, och fanns uppenbarligen i dess föregångare urgermanskan.
En grupp av stammar var a‑stammarna, som slutade på ‑a‐ i urgermanska och urnordiska.
a‑stammarna hade underavdelningar. Det fanns rena a‑stammar, som hade ‑a‐ direkt efter en eller flera konsonanter. Exempel på a‑stammar i urnordiska är *landa (”land”) och *armaʀ (”arm”). Ordet *landa hade (och har fortfarande i standardsvenska) genus neutrum, medan *armaʀ var ett maskulint ord; orden har samma stamsuffix, men *armaʀ har dessutom en maskulin nominativändelse.
(En asterisk * framför ett ord betecknar att formen är rekonstruerad, och inte finns belagd i någon bevarad skrift; tecknet ʀ står för ett palatalt r‑ljud, vars uttal är ovisst, och utvecklats ur ett /z/.) 
Det fanns också två andra varianter av a‑stammar:
- wa‑stammar, som slutade på ‑wa‐, alltså den urgermanska/urnordiska halvvokalen /w/ plus /a/, och
- stammar, som slutade på den urgermanska/urnordiska halvvokalen /j/ plus /a/.[4]

Den senare gruppen är svår att beteckna med ett namn. Det skulle vara naturligt att kalla dem ja‑stammar, men det namnet används om en senare undergrupp; se nedan.
Stammarna, som slutade på halvvokalen /j/ plus /a/, splittrades senare i två grupper, enligt vad som kallas Sievers' lag:
- ja‑stammar, om roten i ordet var kort, och
- ija‑stammar, om roten i ordet var lång.[4][c]

Vad som hände var alltså att ordelementet som bestod av halvvokalen /j/ plus vokalen /a/ 
- blev ett enstavigt ordelement, bestående av konsonanten /j/ plus /a/, om roten var kort, men
- blev ett tvåstavigt ordelement, innehållande vokalen /i/ och vokalen /a/, om roten var lång. (Och man antar att där uppstod ett ‑j‑ mellan /i/ och /a/; därför är det vanligaste beteckningssättet ija‑stam; se nedan.)

Exempel på en urnordisk ja‑stam och en urnordisk ija‑stam:
- *taljan (nysvenska[d] ”(för)tälja”) var en ja‑stam, ty roten tal‑ var kort.[4]
- *herðijaʀ (nysvenska[d] ”herde”) var en ija‑stam, ty roten herð‑ var lång.[4][e]

(Tecknet ð står för tonande dental frikativa.)

### Sammanfattande översikt överija‑stammarnas uppkomst inoma‑stammarna
Nedanstående tabell visar på ett översiktligt sätt de fyra slagen av a‑stammar.
| Övergripande klassificering | a‑stammar      | a‑stammar  | a‑stammar               | a‑stammar               |
| Tidigare stadium            | rena a‑stammar | wa‑stammar | stammar på /j/ plus /a/ | stammar på /j/ plus /a/ |
| Senare stadium              | rena a‑stammar | wa‑stammar | ja‑stammar              | ija‑stammar             |

Denna artikel handlar bara om det sistnämnda av de fyra slagen av a‑stammar.
Förutom a‑stammar fanns i‑stammar, u‑stammar, med flera (se Ordstammar i germanska språk).

### Urnordiska ords struktur
Följande översikt tydligör stamsuffixets plats i ett ord. Det ovannämnda urnordiska ordet *herð‑ija‑R (herde) bestod av dessa delar:
- herð‑ var rot (rotmorfem),
- ‑ija‑ var stamsuffix (avledningssuffix), och
- ‑ʀ var böjningsändelse (i detta fall nominativ).[2]

De olika stamgrupperna benämns alltså efter stamsuffixen, till exempel ‑ija‑ i exemplet *herðijaʀ.

## Ursprungligt och senare användningsområde för avledningssuffixet‑ija‑
Avledningssuffixet ‑ija‑ användes ursprungligen i urnordiska för att göra adjektiv av substantiv. Det var alltså ett denominalt suffix – en ändelse som avleder ord från substantiv. (Substantiv kallas nomina på latin.)
Sedan började suffixet användas för att skapa nya substantiv av substantiv, som hilmir (hövding), av ordet för ”hjälm”. Detta är fortfarande ett denominalt användningssätt. Men slutligen blev ‑ija‑ också ett suffix för att avleda substantiv från verb – ett deverbalt avledningssuffix. Orsaken förefaller ha varit att ord som hirðir (herde, av *herðijaR) associerades med verb istället med det grundläggande substantivet.
I exemplet hirðir kan alltså följande process ha inträffat. Substantivet hirðir är avlett av substantivet hiǫrð (hjord). Med det kunde också uppfattas som avlett av verbet hirða, som betyder ”vakta”.
(Detta stycke använder i de flesta fall belagda fornnordiska former som hirðir snarare än hypotetiska urnordiska former som *herðijaʀ. Stycket föregriper på så sätt det kommande stycket Utveckling efter urnordiska nedan.)
Substantiv för verksamhetsutövare som på detta sätt bildats av verb medelst ett ‑ija‑suffix (eller ett annat suffix) kallas nomina agentis.  Ett mönster skapades, att man med ‑ija‑ kunde skapa substantiv (nomina agentis) av verb.
När detta mönster etablerats myntades många sådana substantiv till verb. Här följer några exempel. Det ursprungliga ordet för ”läkare” i fornsvenska var lækir av verbet ”läka”. Om detta ord överlevt, skulle det vara *läke i svenskan, men det fornsvenska ordet har ersatts av ”läkare” i nysvenska. Man kan jämföra med att danskan har ”læge” (läkare). Liknande bildningar var kætlabøtir (kittelböte = kittelbotare = kittellagare) och kungatillnamnet lagabøtir (Magnus Lagaböte, ”Magnus lagförbättraren”). Ett i svensk litteraturhistoria betydelsefullt sådant ord är rökstenens stiliʀ (stilliʀ), ”hövding”, av verbet stilla, som kunde betyda ”moderera”, ”arrangera”. Endast i undantagsfall (i poesi) kunde andra varelser än människor få sådana beteckningar. En björn kunde kallas híðbyggvir – ”idebyggare”. (”Ide” heter ursprungligen ”hide”, men h‑et har fallit bort i sammansättningar som björn(h)ide).
Ett annat viktigt område för avledning med ija‑suffixet är ord för sammanhängande grupper av likartade föremål. De svenska orden för lundar av träd av samma art är sådana bildningar: björke, eke, hässle, böke, äle, älme med flera. De är vanliga i ortnamn som Hässleholm och Älmhult, och är som synes i‑omljudda av avledningssuffixet. Ett i svensk litteraturhistoria viktigt sådant kollektivord är Rökstenens ukmini, vilket kan vara ungmenni. Ordet ungmenni (ungdomar) finns kvar i isländska, På nysvenska skulle ordet hypotetiskt ha blivit *ungmänne, det *ungmännet, men ordet har dött ut i svenska. (I en nyare tolkning har dock det upprepade ukmini tytts som ”a memory for Yggʀ”) Dessa kollektivord hade i urgemanska prefixet ge‐, Detta ge‐ syns fortfarande i det tyska ordet Gebirge (bergskedja), som alltså är en ‑ija‑stam som bevarats i ett västgermanskt språk. (Obetonade urgermanska förstavelser som ge‐ har fallit bort i nordgermanska språk under synkopetiden.)
Vidare är en del sjönamn (Mælir, Mälaren; Vænir, Vänern) ija‑stammar. Mansnamn som Börje/Birger och Sverker är i fornsvenska ija‑stamsböjda. Den urnordiska formen av Börje/Birger kan rekonstrueras som *Birʒiʀ Detta mansnamns ursprung kan förklaras på olika sätt.  *Birʒiʀ kan vara en ombildning av ett tvåledat namn som fornsvenska Biærghulf. Ett sådant tvåledat namn var inte en ija‑stam ursprungligen. Men Börje/Birger skulle också kunna vara avlett av ett verb (eller ett substantiv) medelst ija‑suffixet. Oavsett vilken etymologi som är rätt anslöts namnet till ija‑stamsgruppen i klassisk fornsvenska.

## Böjningsmönster förija‑stammar
I tabellen visas den urgermanska böjningen av *herðijas.
|           | Singularis | Pluralis    |
| Nominativ | *herðijas  | *herðijōzez |
| Ackusativ | *herðijam  | *herðijanz  |
| Dativ     | *herðijai  | *herðijamiz |
| Genitiv   | *herðijeza | *herðijōm   |

Samtliga urgermanska former är hypotetiska rekonstruktionsförsök. Det finns därför alternativa rekonstruktionsförsök:
|           | Singularis | Pluralis    |
| Nominativ | *herðijaz  | *herðijōz   |
| Ackusativ | *herðijan  | *herðijanz  |
| Dativ     | *herðijaj  | *herðijomiz |
| Genitiv   | *herðijasa | *herðijōn   |

För urnordiska har följande former rekonstruerats. Professor Lars Brink har sammanställt rådande forskningskonsensus. Brink anger i singularis en progression av former. De tre formerna är kronologiskt ordnade, och den sista av de tre formerna står nära fornnordiskan.
|           | Singularis                        | Pluralis   |
| Nominativ | *herðijaz ＞ *hirðijaʀ ＞ *hirðīʀ | *herðijōʀ  |
| Ackusativ | *herðija ＞ *hirðija ＞ *hirðī    | *herðijann |
| Dativ     | *herðijē ＞ *hirðijē ＞ *hirðī    | *herðijumʀ |
| Genitiv   | *herðijas ＞ *hirðijas ＞ *hirðīs | *herðijõː  |

Tilde ~ över vokal i *herðijõː betecknar nasal vokal.
Formerna av urgermanska *herðijas förändrades som synes relativt lite till urnordiskan som hade *herðijaz/*hirðijaʀ (eller *herðijaʀ enligt tidigare i artikeln använd form). De genomgripande förändringarna skedde mot slutet av urnordiskan, vid synkopen och övergången till fornnordiska.

## Utveckling efter urnordiska

### Samnordisk utveckling i fornnordiska
Vid övergången från urnordiska till fornnordiska reducerades stamsuffixen, eller försvann helt. Att trycksvaga vokaler reduceras eller försvinner kallas synkope. Synkoperingen hände vid övergången från urnordiska till fornnordiska. Rättare sagt används den omvälvande synkoperingen för att draga (den givetvis något godtyckliga) gränsen mellan urnordiska och fornnordiska.
Eftersom betoningen låg på första stavelsen i urnordiska är det vokaler mot slutet av ordet som försvinner vid synkopering av ord. Ord blir ofta en stavelse kortare.
För ‑ija‑stammarnas del medförde synkoperingen att stamsuffixet ‑ija‑ blev ett kort ‑i‑:
*herðijaʀ (hypotetisk urnordiska) ＞ hirðir (isländska)
Det samnordiska fornnordiska böjningsmönstret (paradigmet) är bevarat i standardisländskan. Former i fornnordiska är alltså identiska med följande standardisländska former, bortsett från att fornnordiska ursprungligen hade det palatala R‑ljudet i hirðiR.
|           | Singularis | Pluralis |
| Nominativ | hirðir     | hirðar   |
| Ackusativ | hirði      | hirða    |
| Dativ     | hirði      | hirðum   |
| Genitiv   | hirðis     | hirða    |

Fornnordiskans ändelser är som synes påtagligt förenklade jämfört med urgermanskan och även jämfört med urnordiskan.
Alla ija‑stammar är maskulina eller neutrala. Neutrala ord som kvæði (”kväde") skiljer sig från maskulina genom att de har utljudande ‑i i singularis och pluralis nominativ, och pluralis ackusativ.
Vad beträffar stamsuffixets användning som markör för nomen agentis‑funktion märke man att nedslipningen genom synkope ledde till att suffixet miste sin morfologiska karaktär. I paradigm som hirðir, genitiv hirðis syns inte längre ett tydligt morfem. Nomen agentis‑funktionen började övertagas av inlånade latinska ‑arius, som fick formen ‑ari i fornnordiska. Suffixet ‑arius lånades in i sen urnordisk tid eller tidig fonnordisk tid. Ett tidigt exempel är skipari (sjöfarare, ”skeppare”), som finns på flera runstenar.

### Utveckling i svenskan
Eftersom stamsuffixet ‑ija‑ bevarades i reducerad form som en vokal, blev gamla ija‑stammar inte enstaviga i fornsvenska och nysvenska, utan tvåstaviga:
*herðijaʀ ＞ hirðijaʀ  (hypotetiska urnordiska stadier) ＞ hirþe ＞ herþe (fornsvenska) ＞ herde (nysvenska)
Gamla ija‑stammar slutar i nysvenska på ‑e och har accent 2: törne, öre, ärende, Börje.
(Tecknet þ står för tonlös dental frikativa i fornsvensk stavning, men i inljud – som i herþe – står det för tonande dental frikativa, samma ljud som tecknet ð i isländsk rättstavning.)
Tidigt kom, som nämnts ovan, det latinska suffixet ‑arius in i germanska språk. Det fick i nordiska språk formen ‑ari (nysvenska ‑are). Detta suffix ersatte ofta ‑ir i nomina agentis. Ett exempel är fornsvenska lækir, som inte utvecklats till nysvenska *läke, utan ersatts av läkare. Suffixet ‑are har blivit det vanligaste för att bilda nomina agentis, och är helt levande och produktivt.

### Paradigmbyte och liknande förändringar
I fornspråken hade substantiven av en viss en stamtyp sitt egen utmärkande böjningsmönster (paradigm) med skilda kasus‐ och numerusformer. Stundom överfördes ett substantiv till ett annat böjningsmönster. I isländska och fornsvenska har funnits tendenser att i några ursprungliga ija‑stammar behandla nominativformens utljudande ‑r som en del av ordstammen. Det betyder att ändelser som genitiv‑s läggs till nominativformen: hirðir, genitiv hirðirs (ej hirðis som i det ursprungliga paradigmet ovan). I isländska har dessa former motarbetats av språkpuristiska skäl.
Språkpuristerna reagerade mot en förändring av böjningen som skedde från 1550‑talet fram till 1800‑talet. Omkring 1800 hade följande paradigm nästan helt fått överhanden:
|           | Singularis | Pluralis |
| Nominativ | hirðir     | hirðirar |
| Ackusativ | hirðir     | hirðira  |
| Dativ     | hirðir     | hirðirum |
| Genitiv   | hirðirs    | hirðirar |

Från 1800‑talet till nutid har språkpuristerna vänt utvecklingen. I skolan rättas avvikelser från det fornnordiska paradigmet som visas ovan.
I svenska har några egennamn som Sverkir (Sverker) och Birghir (Börje/Birger, se nedan) i olika utsträckning påverkats av detta paradigmbyte i fornsvensk tid.
I de flesta svenska språkliga varieteter efter klassisk fornsvenska har kasussystemet brutit samman, så att skillnaderna mellan olika stamtypers böjning starkt reducerats. I de flesta nysvenska varieteter finns i stort sett bara den resten av kasusböjning, att genitiv‑s läggs till grundformen: Sverker – Sverkers. Man kan därför inte se lika tydligt, att det finns olika ordstamsgrupper som ursprungligen hade olika böjningsmönster. Men man kan likväl se, ur diakron synvinkel, att ursprungliga ija‑stammar är överförda till en annan grupp av substantiv i nysvenska, nämligen om de utmärkande dragen (utljudande ‑e ＜ ‑ir och accent 2) saknas. Dessa två drag kan kallas de svenska ija‑stammarnas förmodade eller normala utveckling.
Ett fall varest en ursprunglig ija‑stam till synes inte har utvecklats som i normalfallet är sjönamnet Vänern. Utljudande ‑r har bevaras, mot huvudregeln att det faller i svenska ija‑stammar. Namnet hade ursprungligen på medeltiden ija‑stamsformen Vænir, och fick mot medeltidens slut bestämd slutartikel, Vænern. I talad svenska i Vänerlandskapen är det upptecknade uttalet [ˈvɛːnəɳ], vilket antyder en reflex av det utljudande ‑r i Vænir: det fonetiska tecknet [‑ɳ] motsvarar ‑rn. Det andra utmärkande draget för ija‑stammar – accent 2 – har ändrats till accent 1 i många landsändar, och är vanligt bland standardsvensktalande. Men det ursprungliga uttalet är bevarat i Vänerlandskapen.

## Förändring av ordformer vid upptagande avija‑stammar från fornspråket

### Olika grupper av ord på‑er
I nysvenska finns ord på ‑er av olika ursprung. Dels finns vanliga a‑stammar, som slutar på ‑er om nominativändelsen bevarats. Vokalen i de gamla a‑stammarnas andra stavelse är dock en svarabhaktivokal (inskottsvokal som underlättar uttalet); a‑stammarna var alltså på ett stadium enstaviga, och har accent 1 i nysvenska. Ett exempel är a‑stammen dager (dagsljus), som förut var enstavigt (dagr), och därför har accent 1. Ord som slutade på konsonant plus ‑r hade ingen svarabhaktivokal i fornnordiskan (dagr), men hade det i de senare språken, som fornsvenska (dager). 
För det andra finns en undergrupp av a‑stammar vars ‑r‐ tillhör ordroten (åker, utter, med flera), och vilka därför slutat på svarabhakti‑e‐ plus ‑r‐ i fornsvenska. 
För det tredje finns gamla ija‑stammar, som kommit att anslutas till de ovannämnda typerna. Tabellen visar hur ett ord i svenskan som det från fornnordiskan återupplivade namnet Ymer anslutits till a‑stammarna. 
| Olika ursprung för ord på ‑er i nysvenska | Olika ursprung för ord på ‑er i nysvenska | Olika ursprung för ord på ‑er i nysvenska | Olika ursprung för ord på ‑er i nysvenska | Olika ursprung för ord på ‑er i nysvenska |
| stamtyp                                   | exempel i nysvenska                       | fornnordisk form                          | slutstavelsens vokals ursprung            | urnordiska                                |
| ----------------------------------------- | ----------------------------------------- | ----------------------------------------- | ----------------------------------------- | ----------------------------------------- |
| ‑a‑stam                                   | dager (med accent 1)                      | dagr (med *accent 1)                      | svarabhaktivokal                          | *dagaʀ                                    |
| ‑a‑stam med rot‑tillhörigt ‑r‑            | åker (med accent 1)                       | akr (med *accent 1)                       | svarabhaktivokal                          | *akraʀ                                    |
| ‑ija‑stam                                 | Ymer (med accent 1)                       | Ymir (med *accent 2)                      | ursprungligt stamsuffix                   | *Ymijaʀ                                   |

Vissa återupplivade ursprungliga ija‑stammar som Ymer har alltså fått ordslut på ‑er och accent 1 i stället för förmodat ”ljudlagsenliga” ordslut på ‑e och accent 2.

### Hävdvunna och ”ljudlagsenliga” former av ord upptagna från fornspråket

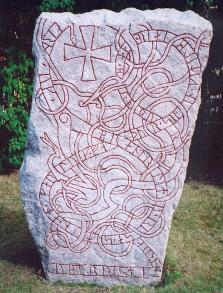
Runristaren Öpe (ᚤᛒᛁᚱ ᚱᛁᛋᛏᛁ ybir risti – ”Öpe ristade” i nedre bildkant) hade ett namn som är en ija‑stam, och som därför återgivits på olika sätt (Öpir, Öper, Öpe) i nysvenska.

När ord från fornspråken återupplivades i nysvenskan rådde vacklan omkring deras form. Offentlig polemik skedde mellan företrädare för olika principer. En åsiktsriktning menade att ord skulle ha en form som stämde med svenska ”språklagar” och ”ljudlagar”. Andra skribenter var benägna att godta hävdvunna former som råkat bli gängse.
Den förmodade ”ljudlagsenliga” utvecklingen av ija‑stamsnamn i svenskan är att ordslutet ‑ir skulle ha utvecklats till ordslutet ‑e. Ett exempel är namnet Sǫkmímir, som finns i genitivformen Sǫkmímis i Ynglingasagan. Språklagsivraren Hans Hildebrand återgav namnet som Sänkmime. Andra översättningar har Sokkmimer. Den förra formen är ett försök att rekonstruera en ”ljudlagsenlig” form; den senare har en skriftbild som mer liknar fornspråkets. 
Hävdvunna former av fornord, som minimerar förändringen av skriftbilden jämfört med fornspråket, har blivit vanligast. Men det har föreslagits parallellformer som ådagalägger en ”sträfvan att åt lånord upptagna från isländska och de andra nordiska medeltidsspråken gifva den form dessa förmodades skola hafva fått, om de från gammal tid fortlefvat hos oss”.
De första försöken att införa ”ljudlagsenliga” former gjordes under andra hälften av 1800‐talet av Carl Säve och Hans Hildebrand med flera. Tillvägagångssättet har kritiserats av Johan Erik Rydqvist, Adolf Noreen och andra språkvetare. De menar att man inte kan veta vilka vägar utvecklingen skulle ha tagit, om utdöda ord fortlevt i svenskan; att vi inte vet precis vilken form ett visst (från isländskan känt) ord eller en viss böjningsform, som inte skrevs ned, hade innan den dog ut i Sverige; att ljudlagsenlighetsivrarna stundom misslyckas med att konstruera ordformer som uppfyller deras egna kriterier (eftersom strikt konsekvens är omöjlig då den leder till oantagbara resultat); och att vanliga former som Frithiof, ehuru formellt felaktiga, har vunnit burskap i svenska språket och litteraturen. Omdömena om ”ljudlagsenlighet” i denna artikel syftar alltså inte på en objektiv sanning utan på en åsikt som inte har omfattats av alla språkvetare.
Diskussionen har fortgått till nutiden. Ett exempel på modern ljudlagsenlig formgivning av ett utdött namn har beskrivits i runologiundervisning vid Uppsala universitet:
| ”                                            | Runristaren ØpiR kallas i litteraturen såväl Öpir som Öper och Öpe. Den sista formen vore egentligen den korrekta om namnet hade levt kvar till i dag (jämför att vikingatidens ÞōriR har blivit nysvenska Tore) | „ |
| – Runkunskapskompendium, Uppsala universitet | |   |

I tabellen visas några exempel på, hur ija‑stammar behandlats på ovannämnda två sätt i nysvenska.
| Fornsvenska/fornisländska | Form som inte följer svenska ljudlagar | Form bildad av språkelement som de utvecklats i svenska |
| ------------------------- | -------------------------------------- | ------------------------------------------------------- |
| Birghir                   | Birger                                 | Börje                                                   |
| Fáfnir                    | Fafner (drake)                         | Fåmne                                                   |
| Heimir                    | Heimer (hjälte i diktning)             | Heme                                                    |
| Magnus Lagabøtir          | Magnus Lagaböter (kung)                | Magnus Lagaböte                                         |
| Mjǫllnir                  | Mjölner (hammare)                      | Mjölne                                                  |
| Sleipnir                  | Sleipner (häst)                        | Slepne                                                  |
| Ymir                      | Ymer (jätte, isbrytare)                | Yme                                                     |
| Ægir                      | Ägir (havsgud)                         | Äge                                                     |
| ybiʀ, ybir, ubiʀ (Öpiʀ)   | Öpir, Öper (runristare)                | Öpe                                                     |

Anmärkning till tabellen: Namnet Börje är ingen konstruktion, men medtages för jämförelse med det möjligen fornspråksinspirerade Birger. I fallet Birger finns den ovannämnda komplikationen att namnet i vissa fornsvenska källor har böjningen genitiv Birghirs, dativ Birghiri (i stället för förväntade genitiv Birghis, dativ Birghi). Namnet har närmast anslutits till undergruppen av a‑stammar med ‑r‐ som tillhör stammen (som till exempel åker); dessa ord har fått slutstavelsen ‑er i nysvenska. Om så är fallet att formen Birghir (med genitiv Birghirs) har fortlevt in i nysvensk tid (som Birger–Birgers) vore även Birger, vid sidan av Börje, en från fornsvenskan kontinuerligt levande form. Roland Otterbjörks anmärkning att ”Birger tidvis har uppfattats som en mera korrekt form” för ”bondenamnet” Börje (Berge, Beriel, Birgel, Böril) stöder antagandet om ett sådant kontinuerligt medvetande om formen Birger, vilket skulle göra den nutida formen Birger till en genom paradigmbyte utvecklad form snarare än en sentida fornspråkslån. I nysvensk tid skriver till exempel Olaus Petri Birgher Jerl eller Birger Jerl. Trots sådana nysvenska belägg hävdar Elof Hellquist och Adolf Noreen att formen Birger är upptagen från fornspråket.

### Val av former vid översättning
I moderna översättningar till standardsvenska från fornspråk av akademiker som Lars Lönnroth eller Åke Ohlmarks har översättarna kunskapen att välja mellan den ”ljudlagsenliga” metoden och metoden att låta den nya svenska formen på ytan likna den fornspråkliga. Översättarna kan ”å ena sidan översätta namnen i enlighet med svenskans språkutveckling och å andra sidan hålla namnen så nära den isländska formen som möjligt”. Vissa översättare väljer den senare, även om likheten mellan originalet och översättningen blir skenbar snarare än språkhistoriskt systematisk: en försvenskning som Hlodver är skenbart lik originalets Hlǫðvir, medan alternativet  Lödve grundas på en systematisk analys av hur ljudutvecklingen antagligen eller möjligen skulle ha skett om namnet hade använts i Sverige efter fornnordisk tid.

## Terminologi om stammar
I många vetenskapliga verk används ia‑stammar som beteckning på den grupp ord, som i denna artikel (och i standardverket Norrön grammatikk av Ragnvald Iversen) kallas ija‑stammar. Beteckningen ia‑stammar används till exempel i Finnur Jónsson, Grammatik for det islandske oldsprog, och Elias Wessén, Svensk språkhistoria.
| Stamtyp                   | Denna artikel, Ragnvald Iversen, m. fl. | Finnur Jónsson, Elias Wessén, m. fl. |
| ------------------------- | --------------------------------------- | ------------------------------------ |
| Stam med kort rotstavelse | ‑ja‑stammar                             | ‑ja‑stammar                          |
| Stam med lång rotstavelse | ‑ija‑stammar                            | ‑ia‑stammar                          |

Oavsett stavningen skrivs beteckningen alltid med liten första bokstav: ija‑stam, inte Ija‑stam.